# مانو جینوبلی
امانوئل جینوبلی (به اسپانیایی: Emanuel Ginóbili) مشهور به مانو، متولد ۱۹۷۷ از معروفترین بازیکنان ان بی ای و تیم ملی بسکتبال آرژانتین است.
او بسکتبال خویش را با تیم سن آنتونیو اسپرز به نقطه اوج رسانید.وی بهترین یار،ششم و بهترین پاسور تاریخ بسکتبال است. همچنین در حال حاضر از کادر فنی اسپرز است شماره 20 در سن انتونیو به افتخار وی بایگانی است